# Dianthoveus
Dianthoveus é um género botânico pertencente à família Cyclanthaceae.